# 2008 год в Сербии
2008 год в Сербии — хронологический список событий 2008 года, которые оставили заметный след в истории Сербии и в жизни её граждан.

## Февраль
- 17 февраля — Парламент Косово объявил о независимости края и об одностороннем выходе из состава Сербии.
- 18 февраля — независимость Косово признали Афганистан, Коста-Рика, Албания, Франция, Турция, США и Великобритания.
- 19 февраля — независимость Косово признали Австралия и Сенегал.
- 20 февраля — независимость Косово признали Латвия и Германия.
- 21 февраля — независимость Косово признали Эстония, Италия, Дания и Люксембург.
- 22 февраля — независимость Косово признала Перу.
- 25 февраля — независимость Косово признала Бельгия.
- 26 февраля — независимость Косово признала Польша.
- 27 февраля — независимость Косово признали Швейцария и Австрия.
- 29 февраля — независимость Косово признала Ирландия.

## Март
- 4 марта — независимость Косово признали Швеция и Нидерланды.
- 5 марта — независимость Косово признали Исландия и Словения.
- 7 марта — независимость Косово признала Финляндия.
- 18 марта — независимость Косово признали Япония и Канада.
- 19 марта — независимость Косово признали Монако, Венгрия и Хорватия.
- 20 марта — независимость Косово признала Болгария.
- 25 марта — независимость Косово признал Лихтенштейн.
- 28 марта — независимость Косово признали Республика Корея и Норвегия.

## Апрель
- 17 апреля — независимость Косово признали Маршалловы острова.
- 23 апреля — независимость Косово признала Науру.
- 24 апреля — независимость Косово признала Буркина-Фасо.

## Май
- 6 мая — независимость Косово признала Литва.
- 11 мая — независимость Косово признало Сан-Марино.

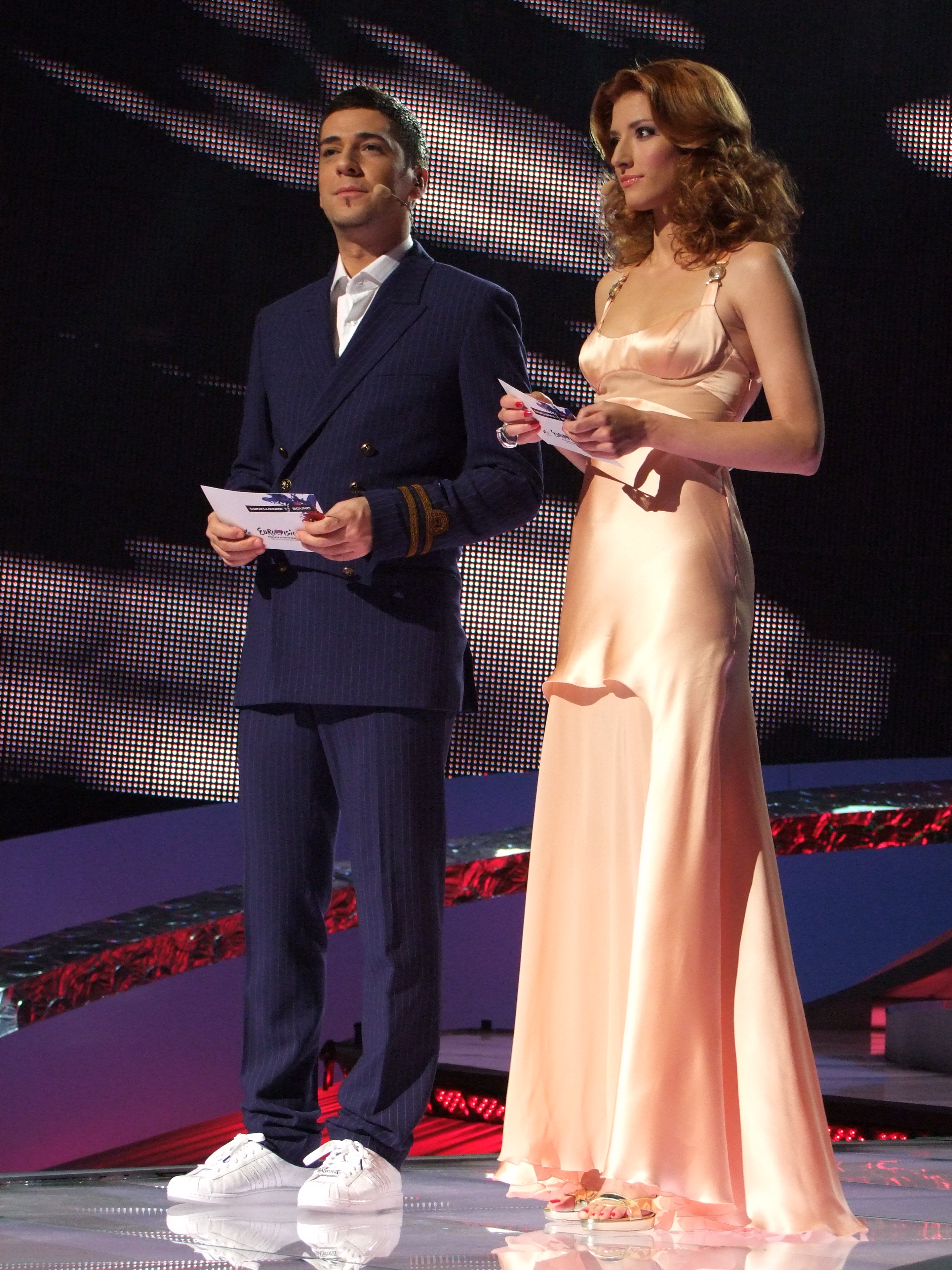
Ведущие конкурса Евровидение-2008 Йована Янкович и Желько Йоксимович

- 20-24 мая — в Белграде прошёл 53-й конкурс песни Евровидение.
- 21 мая — независимость Косово признала Чехия.
- 24 мая — в финале конкурса песни Евровидение выступила Елена Томашевич с песней «Оро». По итогам голосования Сербия заняла 6 место с 160 баллами. Победителем конкурса стал Дима Билан (Россия).
- 30 мая — независимость Косово признала Либерия.

## Июнь
- 11 июня — в Панчево арестован Стоян Жуплянин.
- 13 июня — независимость Косово признала Сьерра-Леоне.

## Июль
- 21 июля — сербской полицией был арестован Радован Караджич.

## Август
- 6 августа — независимость Косово признала Колумбия.
- 7 августа — независимость Косово признал Белиз.
- 8 августа — состоялась церемония открытия летних Олимпийских играх в Пекине. Сборная Сербии вышла на стадион 192-й после сборной Сенегала. Флаг сборной несла Ясна Шекарич. На трибуне присутствовал президент Борис Тадич и министр иностранных дел Сербии Вук Еремич

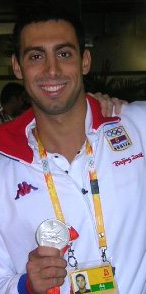
Милорад Чавич — серебряный призёр Олимпиады-2008

- 16 августа — на летних Олимпийских играх в Пекине Милорад Чавич завоевал серебряную медаль на 100 метров баттерфляем, а Новак Джокович стал бронзовым призёром в одиночном разряде.
- 21 августа — независимость Косово признала Мальта.

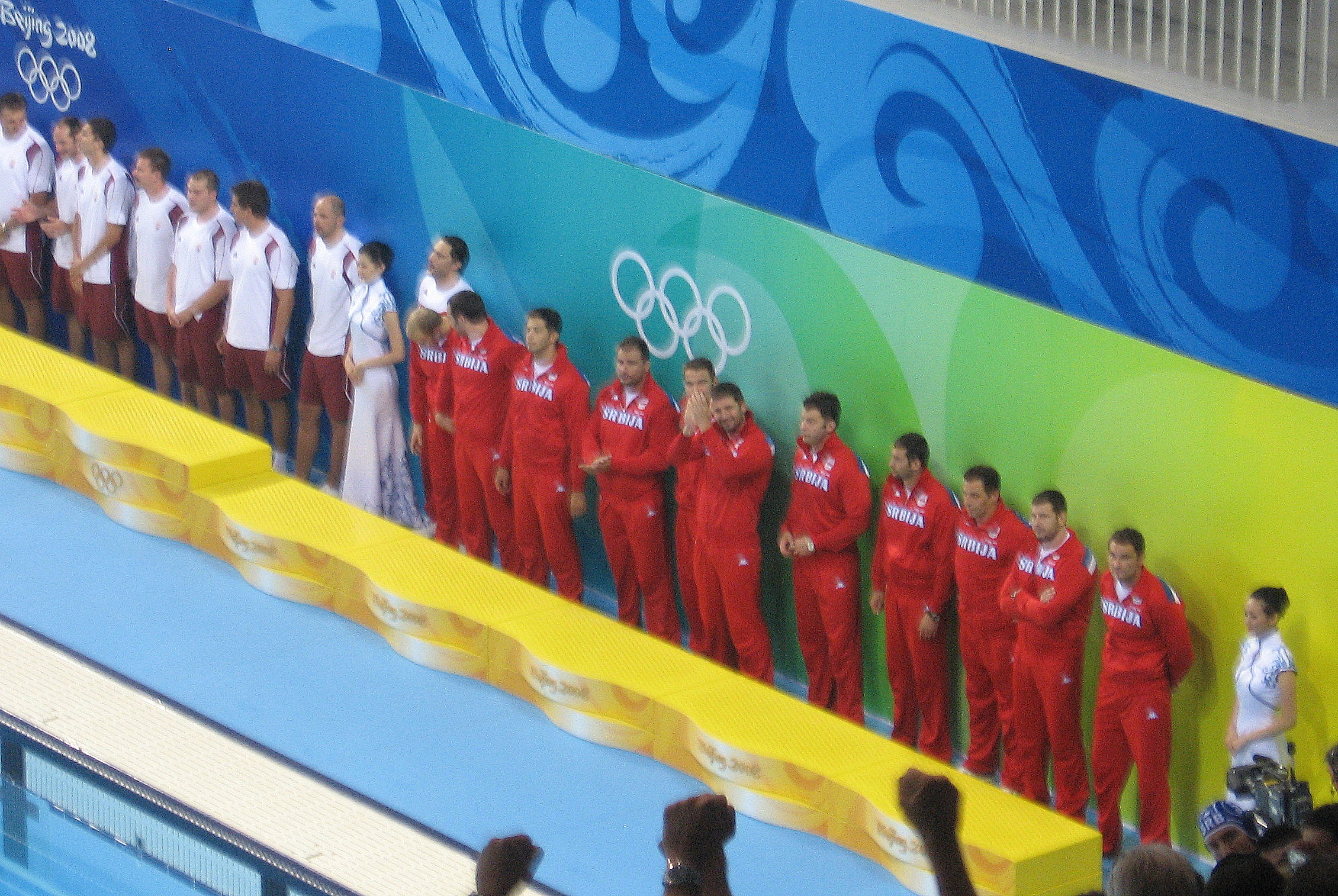
Сборная Сербии по водному поло на Олимпиаде-2008

- 24 августа — на летних Олимпийских играх в Пекине мужская сборная Сербии по водному поло стала бронзовым призёром.

## Сентябрь
- 15 сентября — независимость Косово признало Самоа.

## Октябрь
- 7 октября — независимость Косово признала Португалия.
- 9 октября — независимость Косово признали Черногория и Македония.
- 14 октября — независимость Косово признала ОАЭ.
- 31 октября — независимость Косово признала Малайзия.

## Декабрь
- 6 декабря — независимость Косово признала Микронезия.